# 8442 Ostralegus
8442 Ostralegus è un asteroide della fascia principale. Scoperto nel 1977, presenta un'orbita caratterizzata da un semiasse maggiore pari a 2,3690803 UA e da un'eccentricità di 0,1469384, inclinata di 4,77342° rispetto all'eclittica.